# Charles Sauvage
Pour les articles homonymes, voir Sauvage.
Charles Philippe Félix Sauvage, né le 14 août 1909 à Dijon, mort le 13 juin 1980 à Saint-Gély-du-Fesc, est un botaniste et écologue français.

## Biographie
Ancien élève de l'École normale supérieure (promotion 1930), il obtient l'agrégation de sciences naturelles en 1934.
Il a enseigné à la Faculté des Sciences qui fait actuellement partie de l'Université Mohamed V - Agdal de Rabat (Maroc) et a été chercheur à l'Institut scientifique chérifien (Maroc) avant de rejoindre un poste de maître de conférences puis de professeur à l'université Montpellier II (USTL) dont fait partie l'Institut de botanique (France). Il est le fils spirituel du professeur Louis Emberger.

### L'universitaire
Charles Sauvage dirige l'Institut scientifique de Rabat (1960-1962). Chef du laboratoire de phanérogamie à l'Institut scientifique chérifien à Rabat (Maroc), il soutient sa thèse le 21 mai 1960 à la Faculté des Sciences de Montpellier pour obtenir le grade de Docteur es sciences naturelles. 1re thèse : "Recherches géobotaniques sur les subéraies marocaines" ; 2e thèse : "Propositions données par la Faculté". La Commission d'examen était constituée de MM. P. Mathias, Doyen, Président, L. Emberger, J. Trochain et J. Avias, Assesseurs.
Fervent défenseur de la collecte d'informations sur le terrain, il enseigne au département d'écologie végétale de l'institut chérifien de Rabat.
Il préside la thèse de Simone Grand-Darius, Contribution à l'étude préliminaire sur la biologie, la systématique et l'écologie des macrobrachium (Palaemoninae) de Tahiti.

### Le botaniste et écologue
Son herbier, qui a été intégré à  l'herbier Dubalen, se trouve au musée Despiau-Wlérick à Mont-de-Marsan. Selon le Conservatoire botanique national sud-Atlantique, cet ensemble d'environ 10 000 planchess du XIXe siècle inclut des phanérogames et des algues des Pyrénées-Atlantiques, du sud de la France et de l'Algérie.
Charles Sauvage a aussi récolté de nombreuses plantes du Maroc, de Nouvelle-Calédonie et de la Réunion.

## Publications
- [1961] Recherches géobotaniques sur les subéraies marocaines, Rabat, Institut Scientifique Chérifien, coll. « Travaux de l'Institut », 1961, 462 p., 21 fig., 10 cartes et 2 diagrammes en pochette (présentation en ligne).
- [Maurer & Sauvage 1965] Gérard Maurer et Charles Sauvage, Excursion botanique au Maroc: 8-21 Mai 1965, Université de Montpellier, Faculté des sciences, 1965, 200 p..
- [1965] « Taxinomie ou taxonomie », Bulletin de la Société Botanique de France, vol. 112, nos 3-4,‎ 1965, p. 180-182 (DOI 10.1080/00378941.1965.10838227, lire en ligne [PDF] sur tandfonline.com, consulté en septembre 2021).
- Gérard Maurer et Charles Sauvage, « Excursion botanique au Maroc : 8-21 mai 1965 », Al Awamia, no 41,‎ octobre 1971, p. 104-214 (lire en ligne [PDF], consulté en septembre 2021).
- [Raynaud & Sauvage 1974/1975/1978] Christian Raynaud et Charles Sauvage, Catalogue des végétaux vasculaires de Talassemtane (Rif occidental) (ouvrage en 3 parties), 1974, 1975 et 1978.